# Gregor Golobič
Gregor Golobič (Novo mesto, 20 gennaio 1964) è un politico sloveno.
Studiò filosofia all'Università di Lubiana. Nel 1988, ancora studente, si iscrisse alla Lega della Gioventù Socialista della Slovenia, l'organizzazione giovanile della Lega dei Comunisti della Slovenia. Dal 1992 al 2001 servì come segretario generale di Democrazia Liberale di Slovenia (LDS).
Nel 2001 lasciò la politica. Nel 2002 ottenne la laurea in filosofia con una tesi sulla critica di Lacan alla filosofia di Cratilo. Nel 2007 fu eletto presidente del neonato partito Zares, risultato da una scissione di LDS. Alle elezioni del 2008 fu eletto all'Assemblea nazionale.
Golobič è amico personale del noto filosofo marxista sloveno Slavoj Žižek.